# 拿騷-希爾興巴赫的威廉
拿騷-希爾興巴赫的威廉（德語：Wilhelm von Nassau-Siegen in Hilchenbach，1592年8月13日—1642年7月），拿騷-錫根伯爵，揚七世之子，1624年至1642年在位。

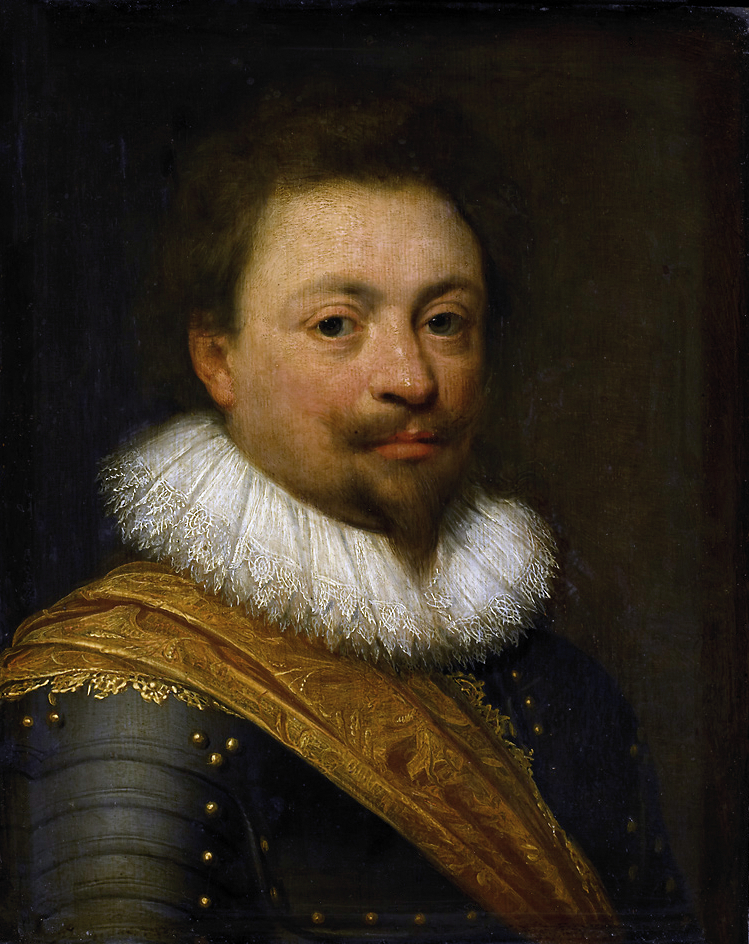
威廉

威廉之兄揚八世在家族成員反對下昄依天主教，因此揚七世避免其獲得拿騷-錫根所有繼承權，將領地分為三份。1623年揚七世去世，揚八世向皇帝斐迪南二世取得文件證明自己擁有拿騷-錫根的繼承權，但隔年退讓將希爾興巴赫給予威廉。